# کریستین ایوانوبسکی
کریستین ایوانوبسکی (انگلیسی: Cristian Ivanobski؛ زادهٔ ۲ نوامبر ۱۹۹۰) بازیکن فوتبال اهل آرژانتین است.
از باشگاه‌هایی که در آن بازی کرده‌است می‌توان به باشگاه فوتبال اتلتیکو تیگره اشاره کرد.